# Plaisir d'amour (film)
Pour les articles homonymes, voir Plaisir d'amour (homonymie).
Pour plus de détails, voir Fiche technique et Distribution.
Plaisir d'amour est un film français de Nelly Kaplan sorti en 1991.

## Synopsis
Sur une île paradisiaque, Guillaume de Burlador devient le jouet de trois ravissantes femmes, qui le séduisent l'une après l'autre.

## Fiche technique
- Titre : Plaisir d'amour
- Réalisation : Nelly Kaplan
- Scénario : Nelly Kaplan, Jean Chapot
- Directeur de la photographie : Jean-François Robin
- Musique : Claude Bolling
- Costumes : Dominique Morlotti pour Pierre ARDITI
- Montage : Nicole Saunier
- Production : Jean Chapot, Claude Makovski
- Sociétés de production : Pathé, Studios de Boulogne, Cythère Films
- Genre : comédie dramatique
- Durée : 1h42 minutes
- Date de sortie : 10 avril 1991

## Distribution
- Pierre Arditi : Guillaume de Burlador
- Françoise Fabian : Do
- Dominique Blanc : Clo
- Cécile Sanz de Alba : Jo
- Pierre Dux : le docteur Cornélius
- Jean-Jacques Moreau : Arthur Swallow, le notaire
- Heinz Bennent : Raphaël
- Roger Robinel : Tobias
- Tom Danaher : le pilote de l'hydravion
- Eric Phanor : un soldat
- Patrick Trebeau : un rebelle